# Slovany (Pardubice)
Slovany jsou částí města Pardubice ležící mezi Pardubičkami, ulicí Na Drážce a Studánkou převážně jižně od Dašické ulice, která je součástí městského obvodu Pardubice III. Na Slovanech se nachází převážně nízká soukromá bytová výstavba, družstevní činžák z 80. let a za nimi směrem k trati jsou rozsáhlé zeleninová pole. Na Slovany jezdí z Pardubic linka MHD 1. Nachází se tu taky fotbalový klub SK Slovan, který je třetí největší fotbalový klub v Pardubicích a má více než sedmdesátiletou tradici.